# Bremer Bürger-Zeitung
Die Bremer Bürger-Zeitung war ein in den Jahren 1890 bis 1974 erscheinendes Parteiblatt der SPD. Sie war zeitweilig eine der führenden sozialdemokratischen Zeitungen im Deutschen Reich und repräsentierte hierbei vor allem den linken Flügel der Sozialdemokratie.

## Geschichte

### Bis zum Ersten Weltkrieg
Aus Sicht der Sozialdemokratie erschien es notwendig der bürgerlich-liberal orientierten Presse auch Presseorgane der Arbeiterschaft entgegenzusetzen. Eines dieser Blätter war die Bremer Bürger-Zeitung. Ein erster derartiger Versuch unter dem Namen „Bremer Volkszeitung“ war zuvor noch nach dem Sozialistengesetz verboten worden. Die erste Ausgabe der Zeitung erschien am 1. Mai 1890, noch bevor die Sozialistengesetze formal aufgehoben worden waren. Der Name der Zeitung als „Bürger-Zeitung“ stieß zunächst auf erheblichen Widerstand. In der entscheidenden Abstimmung setzte sich jedoch das Argument durch, dass es Ziel der Zeitung sei für alle die gleichen Bürgerrechte zu erkämpfen. Die ersten Redakteure waren Bruhns und Gottlieb. Insbesondere der Redakteur und Reichstagsabgeordnete Julius Bruhns rechnete dem linken Parteiflügel der SPD zu. 1895 musste Bruhns seinen Redakteursposten nach parteiinternen Auseinandersetzungen niederlegen, Chefredakteur wurde Franz Diederich Papers. 1895 wurde die Zeitung in der Folge von finanziellen Schwierigkeiten vom Auer-Verlag in Hamburg übernommen, ab 1907 wurde die Zeitung bis 1974 vom parteieigenen Verlagshaus Schmalfeldt & Co gedruckt. Im Jahr 1900 wurde Alfred Henke Chefredakteur der Bremer Bürgerzeitung.
Die Bremer Bürger-Zeitung unterstützte in der Folge den dreieinhalbmonatigen Streik von 17.000 Hamburger Hafenarbeitern 1896/1897 publizistisch. Auch im Bremer Schulstreit, in dem reformorientierte linke Lehrer, wie Johann Knief, die Einheitsschule, Arbeitsschule und eine Säkularisierung des Schulwesens forderten, trat die Zeitung publizistisch ein. Die SPD gewann hierdurch Anhänger in der Lehrerschaft. Die BBZ vertrat hierbei den Standpunkt, dass es sich um eine Frage des Klassenkampfes handele. Die Bremer Bürger-Zeitung gewann hierdurch Mitarbeiter wie Knief, der aus dem Schuldienst in der Folge des Streiks entlassen worden war. Durch das Engagement von Redakteuren, wie Knief, aber auch Mitarbeitern Anton Pannekoek, Friedrich Ebert, Karl Radek erhielt die Zeitung ein ausgesprochen hohes Niveau, so dass Bremen als ein Zentrum der Arbeiterbildung galt. Allerdings repräsentierte die Bremer Bürger-Zeitung stark den linken Parteiflügel der SPD. Dies wurde etwa beim Werftarbeiterstreik von 1913 deutlich. In Norddeutschland hatten zunächst in Hamburg 18.000 Werftarbeiter niedergelegt, andere Standorte folgten. Der Zentralvorstand des Deutschen Metallarbeiter-Verbandes (DMV) war gegen den aus seiner Sicht verfrühten Ausstand und wollte zunächst alle friedlichen Mittel gegen eine breite Ablehnung innerhalb der Werftarbeiterschaft ausschöpfen. Die BBZ vertrat hierbei die Position der streikenden Arbeiterschaft.

### Erster Weltkrieg und Bremer Räterepublik
Während des Ersten Weltkrieges kam es um die Burgfriedenspolitik der SPD-Reichstagsfraktion und der SPD-Führung auch in Bremen zu erheblichen Auseinandersetzungen innerhalb der SPD. Im Gegensatz zum Reich hatte der linke Parteiflügel der SPD in Bremen allerdings den stärkeren Rückhalt. Im Jahr 1916 kam es daraufhin zur Neugründung eines rechteren Ortsvereins neben dem ursprünglichen SPD-Ortsverein. Der linke ursprüngliche Ortsverein wurde aus der Partei ausgeschlossen. Gleichzeitig versuchte die Parteizentrale durch Anweisungen aus Berlin ihre Politik auch in der Bremer Bürger-Zeitung durchzusetzen. Die Bremer Bürger-Zeitung war hierbei zeitweilig das einzige SPD-Publikationsorgan, das parteilinken Autoren wie Rosa Luxemburg, Karl Radek oder Anton Pannekoek die Möglichkeit zur Veröffentlichung gab. Schließlich konnte sich aber der gemäßigtere und reformorientiertere Flügel 1916 unter Zuhilfenahme der Gerichte durchsetzen. Dies wurde auch international von linken Sozialisten wie etwa Lenin als Verlust der letzten Publikationsmöglichkeiten des linken Flügels bedauert. Die Parteilinke gründete die Wochenzeitung Arbeiterpolitik unter Leitung von Knief.
Die Bremer Bürger-Zeitung war zum Ende des Krieges und zu Beginn der Novemberrevolution noch immer das Parteiblatt der Mehrheitssozialdemokraten (MSPD). Obwohl es eine eher revolutionskritische Linie vertrat, wurde die Bremer Bürgerzeitung zu einer der Presseorgane, die am umfassendsten über die Novemberrevolution und den folgenden Unruhen berichtete. Eine wichtige Forderung der Bremer Linksradikalen, die sich auf den ehemaligen linken SPD-Ortsverein zurückführten, in der Bremer Räterepublik war die Übergabe der Zeitung an sie. Nach anfänglichem Widerstand im Arbeiter- und Soldatenrat von Seiten des Soldatenrates gab dieser schließlich den Forderungen der Linksradikalen nach. Am 20. Dezember 1918 wurde die Redaktion durch den Arbeiter- und Soldatenrat besetzt, die Redaktion ging an Vertreter der USPD und der Internationalen Kommunisten (IKD) über. Die Bremer Bürger-Zeitung vertrat nun die Positionen der Räteregierung bis zur militärischen Niederschlagung der Räterepublik am 4. Februar 1919.

### Weimarer Republik und Nationalsozialismus
Noch während der Räterepublik hatte die MSPD das „Bremer Volksblatt“ gegründet. Diese Zeitung war aber verboten worden. Nach dem Ende der Räterepublik wurden zwar Verlag und Druckerei an die MSPD zurückgegeben, die Bremer Bürger-Zeitung blieb aber einstweilen verboten. So gab die MSPD bei Schmalfeldt & Co nun das Bremer Volksblatt heraus. Nach der Wiedervereinigung von MSPD und Teilen der USPD im Oktober 1922 wurde diese Zeitung mit den Publikationsorgan der USPD „Bremer Arbeiter-Zeitung“ zur „Bremer Volkszeitung (Bremer Bürger-Zeitung)“. Chefredakteure waren Alfred Faust und Wilhelm Kaisen. Diese Zeitung spiegelte die Meinung und Richtungen der SPD der Weimarer Republik wider. Die Streitigkeiten innerhalb der SPD etwa um die Entwicklung des Panzerschiffs A wurden beispielsweise von beiden Seiten beleuchtet.
Auch Hans Hackmack, der 1945 den Weser-Kurier gründete, war ab 1922 als Redakteur bei der Bremer Volkszeitung.
Nach der Machtergreifung der NSDAP 1933 wurde die Zeitung am 2. März 1933 auf Grund der Reichstagsbrandverordnung durch die Polizeikommission des Senats verboten.

### Bundesrepublik
Nachdem 1945 britische und kanadische Truppen Bremen eingenommen hatten, endete auch hier der Nationalsozialismus. Ab 1950 gab die SPD wieder eine Parteizeitung unter Anknüpfung an die Vorkriegszeit heraus, zunächst als die Wochenzeitung „Bremer Volkszeitung“, bald aber wieder als „Bremer Bürger-Zeitung“. Die Auflage zu Beginn der neuen Publikation belief sich auf 150.000 Exemplare.
Im Jahr 1974 war die Auflage auf 2000 Exemplare gesunken. Als Tages- und Meinungszeitung sahen die Herausgeber keine Zukunft für die Zeitung mehr. Das Erscheinen wurde nach einem Beschluss eines SPD-Parteitages eingestellt. Ab dem 30. August 1974 wurde die Zeitung zunächst als käufliche Wochenzeitung weitergeführt. Zum 30. Dezember 1975 wurde das Wochenblatt ebenfalls eingestellt.
Stattdessen sollten SPD-Mitglieder eine kostenlose monatliche Mitgliederzeitung erhalten, sofern von ihnen eine der sechs Stadtteilzeitungen des Schmalfeldt-Verlages abonniert würde. Diese Stadtteilzeitungen führten als Untertitel den Namen „Bremer Bürger-Zeitung“ fort. Dies dauerte bis Anfang 1976 an. Seit 1976 erschien die Zeitung unter dem Namen „Bremer Anzeiger“ als kostenloses Anzeigenblatt zweimal wöchentlich (mittwochs und sonntags). Die Auflage betrug 2014 230.860 Exemplare pro Ausgabe.
Im November 2014 stellte der geschäftsführende Chefredakteur Holger Bass für die Bremer Anzeiger GmbH Antrag auf Eröffnung eines Insolvenzverfahren. Nachdem zuvor die Bremer Tageszeitung AG (u. a. Weser-Kurier) die administrative Zusammenarbeit mit der Bremer Anzeiger GmbH aufgekündigt und eingestellt hatte, verabschiedete sich die Bremer Tageszeitung AG auch als umsatzstarker Anzeigenkunde. Der beträchtliche und plötzliche Umsatzeinbruch stellte das Unternehmen unter Zugzwang. Zunächst wurde die Mittwochsausgabe und das eigene Austrägersystem eingestellt, die Verteilung erfolgte nun einmal wöchentlich mit dem "Einkauf aktuell" Magazin der Deutschen Post.
Zuletzt waren die verbliebenen rund 20.000 Exemplare nur noch an 4.000 Auslagestellen im Erscheinungsgebiet verteilt worden. Die Zeitung erscheint mittlerweile überhaupt nicht mehr, die entsprechende Internetdomain bremer-anzeiger.de wurde am 22. April 2015 gelöscht. Das Insolvenzverfahren ist im Herbst 2023 eingestellt worden.